# Cerotoma
Cerotoma is een geslacht van kevers uit de familie bladkevers (Chrysomelidae).
De wetenschappelijke naam van het geslacht werd in 1837 gepubliceerd door Louis Alexandre Auguste Chevrolat.

## Soorten
- Cerotoma arcuata Olivier, 1791
- Cerotoma atrofasciata (Jacoby, 1879)
- Cerotoma carecuruensis (Bechyne & Bechyne, 1965)
- Cerotoma dilatipes Jacoby, 1888
- Cerotoma eborifrons Ruppel, 1978
- Cerotoma facialis Erichson, 1847
- Cerotoma hybridus (Bechyne, 1956)
- Cerotoma nodicornis Erichson, 1847
- Cerotoma octonotata (Boheman, 1859)
- Cerotoma quinquefasciata (Latreille, 1813)
- Cerotoma ruficornis (Olivier, 1791)
- Cerotoma salvinii Baly, 1866
- Cerotoma trifurcata (Forster, 1771)
- Cerotoma uncicornis (Germar, 1824)
- Cerotoma variegata (Fabricius, 1792)